# Escoredo
Escoredo ist eines von 15 Parroquias in der Gemeinde Pravia der autonomen Region Asturien in Spanien.
 Die 77 Einwohner (2011) leben in 6 Dörfern auf einer Fläche von 7,03 km². Escoredo, der Hauptort der gleichnamigen Parroquia liegt 5 km von der Gemeindehauptstadt entfernt.

## Sehenswertes
- Kirche Santiago
- Palast Palacio de Cuervo y Miranda aus dem 17. Jahrhundert

## Dörfer und Weiler der Parroquia
- Escoredo (Escoréu): 14 Einwohner 2011 43° 30′ 14″ N, 6° 8′ 33″ W
- La Pandiella: 9 Einwohner 2011 43° 30′ 33″ N, 6° 9′ 0″ W
- Ocea (Ucea): 5 Einwohner 2011 43° 30′ 39″ N, 6° 8′ 10″ W
- Villarigán: 49 Einwohner 2011 43° 29′ 46″ N, 6° 9′ 14″ W